# نيخيل سيدهارث
نيخيل سيدهارث (بالتيلوغوية: నిఖిల్)‏ هو ممثل هندي، ولد في 1 يونيو 1985 في الهند.

## وصلات خارجية
- نيخيل سيدهارث على موقع IMDb (الإنجليزية)
- نيخيل سيدهارث على موقع قاعدة بيانات الفيلم (الإنجليزية)